# ゲイブ・ビンセント
ゲイブリエル・ナムディ・ビンセント（Gabriel Nnamdi Vincent, 1996年6月14日 - ）は、アメリカ合衆国カリフォルニア州モデスト出身のプロバスケットボール選手。NBAのロサンゼルス・レイカーズに所属している。ポジションはポイントガードまたはシューティングガード。

## 経歴

### カレッジ
カリフォルニア大学サンタバーバラ校（UCサンタバーバラ）で4年間プレーし、通算で113試合に出場して平均12.8得点を記録した。

### ストックトン・キングス
2018年のNBAドラフト前に、サクラメント・キングスとワークアウトを行った。ドラフトでの指名はなく、10月2日にキングスとのエグジビット10契約を結んだが、数日後に解雇され、NBAGリーグのストックトン・キングスへ送られた。
2018-19シーズンは24試合に出場して平均8.8得点を記録した。
2019-20シーズン、2019年12月18日のサウスベイ・レイカーズ戦で35得点を記録した。ストックトンでは20試合に出場して平均23.4得点、3.8リバウンド、2.5アシストを記録した。

### マイアミ・ヒート
2020年1月8日にマイアミ・ヒートとツーウェイ契約を結んだ。同月29日のオーランド・マジック戦でNBAデビューを果たした。Gリーグではスーフォールズ・スカイフォースでプレーし、2月3日のソルトレイクシティ・スターズ戦では27得点を記録した。最終的にGリーグでは移籍前と合わせて31試合に出場して平均20.9得点、3.1リバウンド、2.3アシストを記録し、Gリーグの最成長選手賞を受賞した。
2020-21シーズン開幕前のサマーリーグにヒートの一員として参加し、8月6日にヒートと正式契約を結んだ。
2023年のプレーオフ、ボストン・セルティックスとのカンファレンス決勝の第3戦でプレーオフキャリアハイとなる29得点を記録し、チームは128-102で勝利した。その後、チームは第8シードからNBAファイナル進出を果たし、デンバー・ナゲッツとの第2戦でチームハイとなる23得点を記録し、チームは111-108で辛勝した。しかし、その後ナゲッツに第5戦の末に敗れ、チームはNBAチャンピオンを逃した。

### ロサンゼルス・レイカーズ
2023年7月6日にロサンゼルス・レイカーズと3年総額3300万ドルの契約を結んだ。

## 代表歴
父親がナイジェリア人であるため、ナイジェリア代表としてプレーする資格を持つ。
2019年のワールドカップ、2021年の東京オリンピックにナイジェリア代表として出場した。

## 個人成績

### NBA

#### レギュラーシーズン
| シーズン | チーム | GP  | GS | MPG  | FG%  | 3P%  | FT%  | RPG | APG | SPG | BPG | PPG |
| -------- | ------ | --- | -- | ---- | ---- | ---- | ---- | --- | --- | --- | --- | --- |
| 2019–20  | MIA    | 9   | 0  | 9.2  | .216 | .222 | —    | .6  | .7  | .6  | .0  | 2.4 |
| 2020–21  | MIA    | 50  | 7  | 13.1 | .378 | .309 | .870 | 1.1 | 1.3 | .4  | .0  | 4.8 |
| 2021–22  | MIA    | 68  | 27 | 23.4 | .417 | .368 | .815 | 1.9 | 3.1 | .9  | .2  | 8.7 |
| 2022–23  | MIA    | 68  | 34 | 25.9 | .402 | .334 | .872 | 2.1 | 2.5 | .9  | .1  | 9.4 |
| 2023–24  | LAL    | 11  | 0  | 19.8 | .306 | .107 | .500 | .8  | 1.9 | .8  | .0  | 3.1 |
| 2024–25  | LAL    | 72  | 11 | 21.2 | .400 | .353 | .714 | 1.3 | 1.4 | .7  | .2  | 6.4 |
| 通算     | 通算   | 278 | 79 | 21.0 | .396 | .337 | .831 | 1.6 | 2.0 | .8  | .1  | 7.2 |

#### プレーオフ
| シーズン | チーム | GP | GS | MPG  | FG%  | 3P%  | FT%  | RPG | APG | SPG | BPG | PPG  |
| -------- | ------ | -- | -- | ---- | ---- | ---- | ---- | --- | --- | --- | --- | ---- |
| 2020     | MIA    | 1  | 0  | .3   | —    | —    | —    | .0  | .0  | .0  | .0  | .0   |
| 2021     | MIA    | 3  | 0  | 4.7  | .667 | .500 | —    | .3  | .7  | .0  | .0  | 1.7  |
| 2022     | MIA    | 18 | 8  | 23.5 | .382 | .309 | .950 | 1.9 | 3.2 | .8  | .3  | 8.0  |
| 2023     | MIA    | 22 | 22 | 30.5 | .402 | .378 | .882 | 1.4 | 3.5 | .9  | .2  | 12.7 |
| 2024     | LAL    | 5  | 0  | 13.8 | .250 | .143 | —    | 1.6 | .6  | .4  | .0  | 1.4  |
| 2025     | LAL    | 5  | 0  | 19.8 | .357 | .308 | —    | 1.0 | 1.0 | .2  | .4  | 2.8  |
| 通算     | 通算   | 54 | 30 | 24.1 | .392 | .345 | .907 | 1.5 | 2.7 | .7  | .2  | 8.3  |